# Tserenbaltawyn Sarantujaa

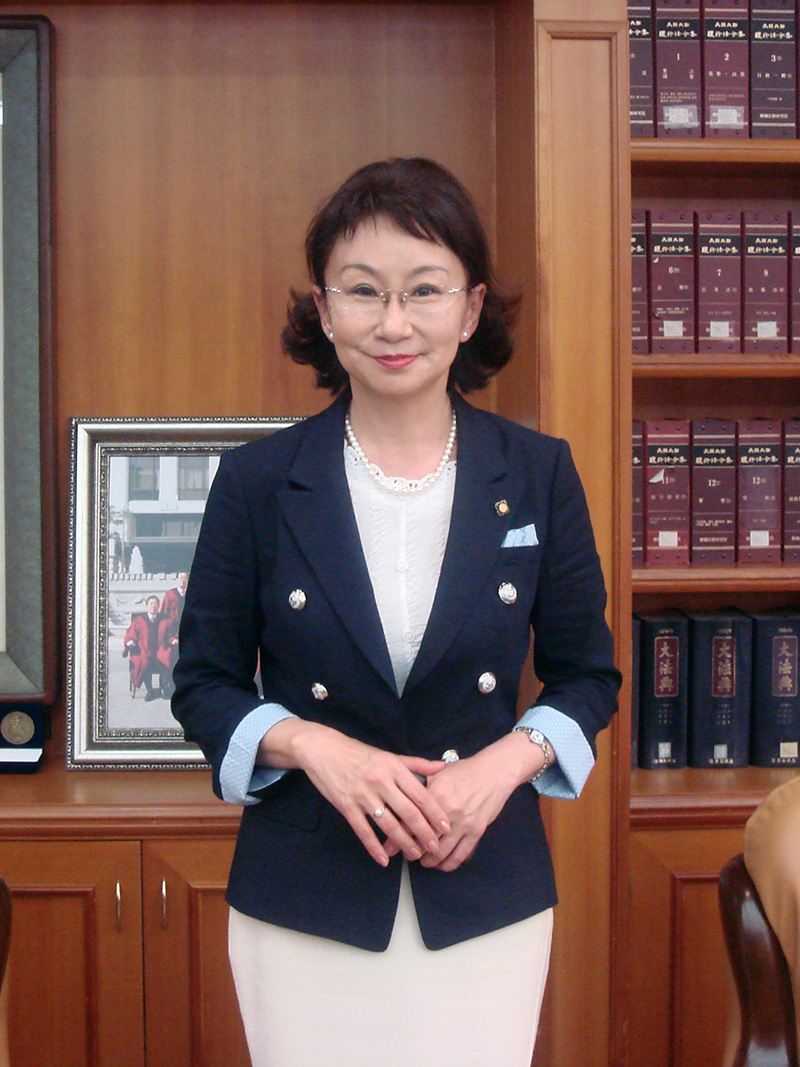
Tserenbaltawyn Sarantujaa (2012)

Tserenbaltawyn Sarantujaa, meist nur Sarantujaa oder Ts. Sarantujaa, teils Sarantuya Ts. (mongolisch Цэрэнбалтавын Сарантуяа, ᠴᠧᠷᠡᠩᠪᠠᠯᠳᠠᠪᠦᠨ ᠰᠠᠷᠠᠩᠲᠦᠶᠡᠭ, englisch Tserenbaltavyn Sarantuyaa oder Sarantuya; * 1959 in Ulaanbaatar), ist eine mongolische Juristin, Verfassungsrechtlerin und Hochschullehrerin.

## Studium und berufliche Laufbahn
Sarantujaa schloss 1981 ein Jurastudium an der sowjetischen Staatlichen Universität Woronesch ab. Sie war danach von 1981 bis 1983 wissenschaftliche Mitarbeiterin am Institut für Sozialwissenschaften, promovierte 1987 an der Staatlichen Universität Halle, und ist seit dem gleichen Jahr Dozentin an der juristischen Fakultät der Nationaluniversität der Mongolei (MUIS) (Stand 2024).
1992 wurde Sarantujaa vom Dekan der juristischen Fakultät der MUIS nach Deutschland geschickt, um einen Kurzzeitexperten zu finden, der die mongolischen Juristen bei Rechtsreformen beraten könnte. Daraus ergab sich eine Kooperation zwischen der Hanns-Seidel-Stiftung und der Mongolei, die sie lange als Projektleiterin begleitete, die seit drei Jahrzehnten anhält (Stand 2023) und bedeutsam für die rechtsstaatliche Entwicklung nach der Mongolischen Revolution von 1990 war.
Von 1993 bis 2021 leitete Sarantujaa die Repräsentanz der Hanns-Seidel-Stiftung in der Mongolei.
Für staatliche Stellen des Rechtswesens war sie mehrmals an maßgeblichen Stellen aktiv, so von 1998 bis 2001 als Schiedsrichterin beim Schiedsgericht für Außenhandel des mongolischen Ministeriums für Handel und Industrie und von 2001 bis 2013 als Mitglied des Verfassungsgerichts der Mongolei.
Sarantujaa beherrscht neben ihrer Muttersprache Mongolisch auch Deutsch, Englisch und Russisch.

## Wissenschaftliches Profil
Sarantujaa arbeitet grundlegend zur Theorie und Praxis der Prüfung der Verfassungsmäßigkeit von Gesetzen, analysierte die Entwicklung des Verfassungsgerichts der mongolischen Volksrepublik im Rahmen rechtsvergleichender Studien und schuf in den mongolischen Rechtswissenschaften ein neues eigenständiges Feld der juristischen Ausbildung zur Entwicklung und Erforschung von Verfassungsgebungen. Als wissenschaftlich besonders bedeutend eingeschätzt wurde 2021 ihre Arbeit zum verfassungsrechtlichen Verfahrensrecht (mong. Үндсэн хуулийн процессийн эрх зүй: Суурь ойлголт, тулгамдсан асуудал, Titel übersetzt etwa: Verfassungsrechtliches Verfahrensrecht. Grundlegende Konzepte und Probleme).

## Schriften (Auswahl)
- Chiimel ojuun uchaanyg schüüed aschiglach nj: Ündsen chuuliin chüree, chjadsgaar / Хиймэл оюун ухааныг шүүхэд ашиглах нь: Үндсэн хуулийн хүрээ, хязгаар. Ulaanbaatar, mongolisch. (zum Einsatz künstlicher Intelligenz in Gerichten aus verfassungsrechtlicher Sicht)[5]

- Innenansicht des mongolischen Verfassungsrechts. Die Werte der Verfassung und ihre Umsetzung in der Mongolei. In: Christian von Bar, Yu-Cheol Shin u. a. (Hrsg.): Innenansichten des deutschen und ostasiatischen Rechts. Vierte Konferenz deutschsprachiger Juristen Ostasiens, 2019, Daejeon. Mohr Siebeck, Tübingen 2021, S. 103–111, ISBN 978-3-16-160049-4.

- Ündesen chuuliin protsessyn erch dsü / Үндэсэн хуулийн процессын эрх зүй. Verlag Admon print, Ulaanbaatar 2021, mongolisch, ISBN 978-9919-25-581-7. (zum grundlegenden Verfahrensrecht)

- mit Tsevelmaa Batmunkh[6] Wahlrechtsreform und Wirtschaftskrise – die Mongolei nach den Parlamentswahlen. In: Demokratie im Aufbruch. Parlamente als Orte der Entscheidungsfindung. Hanns-Seidel-Stiftung e.V., München 2017, S. 24–32, ISBN 978-3-88795-524-3.

- als Herausgeberin mit Bjaraagiin Tschimid (Бяраагийн Чимид): The Constitutions of Mongolia 1924, 1940, 1960, 1992 und Mongol ulsyn ündsen chuliud: 1924, 1940, 1960, 1992 / Монгол улсын үндсэн хуулиуд: 1924, 1940, 1960, 1992 он. Verlag Mönchiin Üseg, Ulaanbaatar 2009, englisch und mongolisch, ISBN 978-99978-899-6-6. (zu den Verfassungen der Mongolischen Volksrepublik)

- als Herausgeberin Rechtliche und ethnische Grundlagen des Zusammenwirkens vom Verfassungsgericht und Parlament. Symposium 21. und 22. September 1998 in Ulaanbaatar. Ständiger Rechtsausschuss des Mongolischen Großen Staats-Churals, Verfassungsgericht der Mongolei, Hanns-Seidel-Stiftung, Konrad-Adenauer-Stiftung, Ulaanbaatar 1998, mongolisch und deutsch.

- Die Entwicklung und Festigung der sozialistischen Demokratie in der gegenwärtigen Etappe der sozialistischen Revolution in der Mongolischen Volksrepublik, dargestellt am System der Volksvertretungen. Fakultät für Rechts- und Wirtschaftswissenschaften der Universität Halle, Halle (Saale) 1986, zugleich Dissertation.

## Auszeichnungen und Würdigungen (Auswahl)
- 2021 B. Tschimid-Ehrenmedaille (seit 2014 verliehene dotierte Auszeichnung des Großen Staats-Churals für herausragende wissenschaftliche Leistungen auf den Gebieten u. a. des Gesetzgebungsprozesses, des Parlamentarismus und des Verfassungsrechts)[4]

- 2013 Bundesverdienstkreuz 1. Klasse[7]

- 2012 Verleihung des Titels Verdiente Anwältin der Mongolei[8]